# Гоголево (Архангельская область)
Гоголево — деревня в Плесецком районе Архангельской области.

## География
Находится в западной части Архангельской области на расстоянии приблизительно 51 км на юго-запад по прямой от административного центра района поселка Плесецк на правом берегу реки Онега.

## История
В 1873 году здесь (деревня Каргопольского уезда Олонецкой губернии было учтено 15 дворов, в 1905 — 20. До 2021 года входила в Конёвское сельское поселение до его упразднения.

## Население
Численность населения: 89 человек (1873 год), 127 (1905), 7 (русские 86 %) в 2002 году, 4 в 2010.